# Copa do Nordeste 2018
La edición 2018 fue la 15.ª edición de la Copa do Nordeste, torneo que reúne equipos de la Región Nordeste de Brasil. Al igual que la Copa Verde, es un torneo organizado por la Confederación Brasileña de Fútbol y, debido a la modificación de los criterios de clasificación para torneos internacionales, no asegura un cupo a la Copa Sudamericana pero el campeón entrará directamente a los octavos de final de la Copa de Brasil 2019.
Para esta edición, y manteniendo la regla del año anterior, se le dieron dos cupos a equipos de los estados Maranhão y Piauí, los cuales clasificaron a partir de los campeonatos estatales, respectivamente.

## Sistema de juego
Para el año 2018, el formato de la competición fue cambiado. Se jugará una fase preliminar en la cual se enfrentan 8 de los 20 equipos jugando partidos de ida y vuelta. Los cuatro vencedores clasificarán a la fase de grupos.
En la fase de grupos, se dividen los 12 equipos que no participaron de la fase preliminar y los 4 vencedores de la misma en cuatro grupos de cuatro equipos cada uno. Los dos primeros clasificados de cada grupo clasificarán a los cuartos de final del torneo.
En los cuartos de final, semifinales y final, se jugarán partidos de ida y vuelta para conocer los clasificados a la siguiente fase, respectivamente.

### Criterios de desempate
En caso de que haya equipos empatados en puntos en la tabla de cada grupo, los criterios de desempate son:
1. Mayor número de partidos ganados.
2. Mejor diferencia de gol.
3. Mayor número de goles a favor.
4. Resultado del partido jugado entre los equipos.
5. Menor número de tarjetas rojas recibidas.
6. Menor número de tarjetas amarillas recibidas.
7. Sorteo.

En caso de que haya empate en la primera fase, cuartos de final, semifinales o final, los criterios de desempate son:
1. Mejor diferencia de gol.
2. Mayor número de goles a favor en condición de visitante.
3. Tiros desde el punto penal.

## Equipos participantes
Los equipos clasificados son:
| Estado                      | Club                | Vía de clasificación                        |
| --------------------------- | ------------------- | ------------------------------------------- |
| Alagoas 2 cupos             | CRB                 | Campeonato Alagoano, Campeón 2017           |
| Alagoas 2 cupos             | CSA                 | Campeonato Alagoano, Subcampeón 2017        |
| Bahia 3 cupos               | Vitória             | Campeonato Baiano, Campeón 2017             |
| Bahia 3 cupos               | Bahia               | Campeonato Baiano, Subcampeón 2017          |
| Bahia 3 cupos               | Fluminense de Feira | Campeonato Baiano, Tercer puesto 2017       |
| Ceará 2 cupos               | Ceará               | Campeonato Cearense, Campeón 2017           |
| Ceará 2 cupos               | Ferroviário         | Campeonato Cearense, Subcampeón 2017        |
| Maranhão 2 cupos            | Sampaio Corrêa      | Campeonato Maranhense, Campeón 2017         |
| Maranhão 2 cupos            | Cordino             | Campeonato Maranhense, Subcampeón 2017      |
| Paraíba 2 cupos             | Botafogo-PB         | Campeonato Paraibano, Campeón 2017          |
| Paraíba 2 cupos             | Treze               | Campeonato Paraibano, Subcampeón 2017       |
| Pernambuco 3 cupos          | Salgueiro           | Campeonato Pernambucano, Subcampeón 2017    |
| Pernambuco 3 cupos          | Santa Cruz          | Campeonato Pernambucano, Tercer puesto 2017 |
| Pernambuco 3 cupos          | Náutico             | Campeonato Pernambucano, Cuarto puesto 2017 |
| Piauí 2 cupos               | Altos               | Campeonato Piauiense, Campeón 2017          |
| Piauí 2 cupos               | Parnahyba           | Campeonato Piauiense, Subcampeón 2017       |
| Rio Grande do Norte 2 cupos | ABC                 | Campeonato Potiguar, Campeón 2017           |
| Rio Grande do Norte 2 cupos | Globo               | Campeonato Potiguar, Subcampeón 2017        |
| Sergipe 2 cupos             | Confiança           | Campeonato Sergipano, Campeón 2017          |
| Sergipe 2 cupos             | Itabaiana           | Campeonato Sergipano, Subcampeón 2017       |

## Fase preliminar
- Participan en esta etapa los ocho clubes con menor clasificación de la CBF 2017. Los cuatro equipos vencedores avanzan a fase de grupos.

| Equipo local ida    | Global        | Equipo visitante ida | Ida | Vuelta |
| ------------------- | ------------- | -------------------- | --- | ------ |
| Cordino             | 1–2           | Treze                | 1–1 | 0–1    |
| Itabaiana           | 0–0 (4–5 pen) | Náutico              | 0–0 | 0–0    |
| Parnahyba           | 0–5           | CSA Alagoas          | 0–1 | 0–4    |
| Fluminense de Feira | 1–3           | Globo                | 1–1 | 0–2    |

## Fase de grupos
- Los ganadores y segundos de cada grupo avanzaron a cuartos de final..[3][4]

### Grupo A
| Pos. | Equipo     | Pts. | PJ | G | E | P | GF | GC | Dif. | Clasificación    |
| ---- | ---------- | ---- | -- | - | - | - | -- | -- | ---- | ---------------- |
| 1    | Santa Cruz | 12   | 6  | 3 | 3 | 0 | 11 | 4  | +7   | Cuartos de final |
| 2    | CRB        | 11   | 6  | 3 | 2 | 1 | 10 | 7  | +3   | Cuartos de final |
| 3    | Confiança  | 5    | 6  | 1 | 2 | 3 | 8  | 13 | −5   |                  |
| 4    | Treze      | 4    | 6  | 1 | 1 | 4 | 6  | 11 | −5   |                  |

 Fuente: CBF

### Grupo B
| Pos. | Equipo      | Pts. | PJ | G | E | P | GF | GC | Dif. | Clasificación    |
| ---- | ----------- | ---- | -- | - | - | - | -- | -- | ---- | ---------------- |
| 1    | Vitória     | 13   | 6  | 4 | 1 | 1 | 17 | 10 | +7   | Cuartos de final |
| 2    | ABC         | 13   | 6  | 4 | 1 | 1 | 15 | 8  | +7   | Cuartos de final |
| 3    | Globo       | 7    | 6  | 2 | 1 | 3 | 5  | 8  | −3   |                  |
| 4    | Ferroviário | 1    | 6  | 0 | 1 | 5 | 4  | 15 | −11  |                  |

 Fuente: CBF

### Grupo C
| Pos. | Equipo      | Pts. | PJ | G | E | P | GF | GC | Dif. | Clasificación    |
| ---- | ----------- | ---- | -- | - | - | - | -- | -- | ---- | ---------------- |
| 1    | Bahia       | 12   | 6  | 4 | 0 | 2 | 11 | 5  | +6   | Cuartos de final |
| 2    | Botafogo-PB | 10   | 6  | 3 | 1 | 2 | 4  | 4  | 0    | Cuartos de final |
| 3    | Náutico     | 8    | 6  | 2 | 2 | 2 | 8  | 8  | 0    |                  |
| 4    | Altos       | 3    | 6  | 0 | 3 | 3 | 6  | 12 | −6   |                  |

 Fuente: CBF

### Grupo D
| Pos. | Equipo         | Pts. | PJ | G | E | P | GF | GC | Dif. | Clasificación    |
| ---- | -------------- | ---- | -- | - | - | - | -- | -- | ---- | ---------------- |
| 1    | Ceará          | 13   | 6  | 4 | 1 | 1 | 12 | 3  | +9   | Cuartos de final |
| 2    | Sampaio Corrêa | 9    | 6  | 2 | 3 | 1 | 7  | 3  | +4   | Cuartos de final |
| 3    | CSA            | 5    | 6  | 0 | 5 | 1 | 3  | 4  | −1   |                  |
| 4    | Salgueiro      | 3    | 6  | 0 | 3 | 3 | 1  | 13 | −12  |                  |

 Fuente: CBF

## Fase final
En esta fase, los 8 clasificados de la fase de grupos se enfrentan entre ellos en partidos de ida y vuelta para definir el clasificado a la siguiente fase. Se juegan cuartos de final, semifinales y final.
|  | Cuartos de final | Cuartos de final | Cuartos de final |   |                | Semifinales      | Semifinales      | Semifinales      |  |  | Final          | Final          | Final          |
|  | 1 y 24 de mayo   | 1 y 24 de mayo   | 1 y 24 de mayo   |   |                | 18 y 25 de junio | 18 y 25 de junio | 18 y 25 de junio |  |  | 4 y 7 de julio | 4 y 7 de julio | 4 y 7 de julio |
|  |                  |                  |                  |   |                |                  |                  |                  |  |  |                |                |                |
|  | Sampaio Corrêa   | 3                | 0                |   |                |                  |                  |                  |  |  |                |                |                |
|  | Vitória          | 0                | 0                |   |                |                  |                  |                  |  |  |                |                |                |
|  | Vitória          | 0                | 0                |   | Sampaio Corrêa | 1                | 1                |                  |  |  |                |                |                |
|  |                  |                  |                  |   | Sampaio Corrêa | 1                | 1                |                  |  |  |                |                |                |
|  |                  | ABC Natal        | 0                | 1 |                |                  |                  |                  |  |  |                |                |                |
|  | ABC Natal        | ABC Natal        | 0                | 1 | 1              | 4                |                  |                  |  |  |                |                |                |
|  | ABC Natal        |                  |                  |   | 1              | 4                |                  |                  |  |  |                |                |                |
|  | Santa Cruz       | 0                | 1                |   |                |                  |                  |                  |  |  |                |                |                |
|  |                  |                  |                  |   |                |                  |                  |                  |  |  | Sampaio Corrêa | 1              | 0              |
|  |                  |                  | Bahia            | 0 | 0              |                  |                  |                  |  |  |                |                |                |
|  | CRB              | 3                | 0                |   |                |                  |                  |                  |  |  |                |                |                |
|  | Ceará            | 3                | 0                |   |                |                  |                  |                  |  |  |                |                |                |
|  | Ceará            | 3                | 0                |   | Ceará          | 0                | 0                |                  |  |  |                |                |                |
|  |                  |                  |                  |   | Ceará          | 0                | 0                |                  |  |  |                |                |                |
|  |                  | Bahia            | 1                | 0 |                |                  |                  |                  |  |  |                |                |                |
|  | Botafogo-PB      | Bahia            | 1                | 0 | 1              | 0                |                  |                  |  |  |                |                |                |
|  | Botafogo-PB      |                  |                  |   | 1              | 0                |                  |                  |  |  |                |                |                |
|  | Bahia            | 2                | 0                |   |                |                  |                  |                  |  |  |                |                |                |

- Nota: En cada llave, el equipo ubicado en la primera línea es el que ejerce la localía en el partido de ida.

### Cuartos de final
- Partidos del 1 al 24 de mayo de 2018.
| Equipo local ida | Global   | Equipo visitante ida | Ida | Vuelta |
| ---------------- | -------- | -------------------- | --- | ------ |
| ABC Natal        | 5–1      | Santa Cruz           | 1–0 | 4–1    |
| Sampaio Corrêa   | 3–0      | Vitória              | 3–0 | 0–0    |
| CRB              | 3–3 (gv) | Ceará                | 3–3 | 0–0    |
| Botafogo-PB      | 1–2      | Bahia                | 1–2 | 0–0    |

### Semifinales
- Partidos el 19 y 28 de junio.
| Equipo local ida | Global | Equipo visitante ida | Ida | Vuelta |
| ---------------- | ------ | -------------------- | --- | ------ |
| Sampaio Corrêa   | 2–1    | ABC Natal            | 1–0 | 1–1    |
| Ceará            | 0–1    | Bahia                | 0–1 | 0–0    |

### Final
| 4 de julio de 2018 | Sampaio Corrêa | 1:0 (1:0) | Bahia | Castelão, São Luís                                                           |                                                                              |
|                    | Uilliam 1'     | Reporte   |       | Asistencia: 20 000 espectadores Árbitro(s): Luis César De Oliveira Magalhães | Asistencia: 20 000 espectadores Árbitro(s): Luis César De Oliveira Magalhães |

| 7 de julio de 2018 | Bahia | 0:0 (0:0) | Sampaio Corrêa | Arena Fonte Nova, Salvador                                                 |                                                                            |
|                    |       | Reporte   |                | Asistencia: 45 378 espectadores Árbitro(s): Pablo Ramón Goncalves Pinheiro | Asistencia: 45 378 espectadores Árbitro(s): Pablo Ramón Goncalves Pinheiro |

| Campeón 2018 Copa do Nordeste  |
| Bandera del estado de Maranhão |
| ------------------------------ |
| Sampaio Corrêa (1.er título)   |